# Matapara / Pickersgill Island
Matapara / Pickersgill Island ist eine Insel im Queen Charlotte Sound der Region Marlborough vor der Südinsel von Neuseeland.

## Geographie
Die bis zu 186 m hohe und 100 Hektar große Insel Matapara / Pickersgill Island befindet sich in dem Schnittpunkt, wo Queen Charlotte Sound, East Bay und Patten Passage aufeinandertreffen. Die Insel besitzt eine Längenausdehnung von rund 1,35 km in Ost-West-Richtung und eine maximale Breite von rund 1,1 km in Nord-Süd-Richtung. Rund 2,17 km westsüdwestlich liegt die mehr als doppelt so große Nachbarinsel Blumine Island und südlich bis nordnordöstlich umschließt Arapaoa Island mit der East Bay im Osten die Insel. Die Patten Passage befindet südwestlich der Insel und der Queen Charlotte Sound öffnet sich von Norden bis Nordwesten.
Die Insel ist in Teilen mit Buschwerk und Bäumen bewachsen.